# Chāh Pīr
Chāh Pīr (persiska: چاه پير, شاه پير) är en ort i Iran.   Den ligger i provinsen Bushehr, i den centrala delen av landet, 700 km söder om huvudstaden Teheran. Chāh Pīr ligger 38 meter över havet och antalet invånare är 897.
Terrängen runt Chāh Pīr är varierad. Runt Chāh Pīr är det ganska glesbefolkat, med 40 invånare per kvadratkilometer. Närmaste större samhälle är Ahram, 14,0 km söder om Chāh Pīr. Trakten runt Chāh Pīr är ofruktbar med lite eller ingen växtlighet.